# Florinus von Remüs

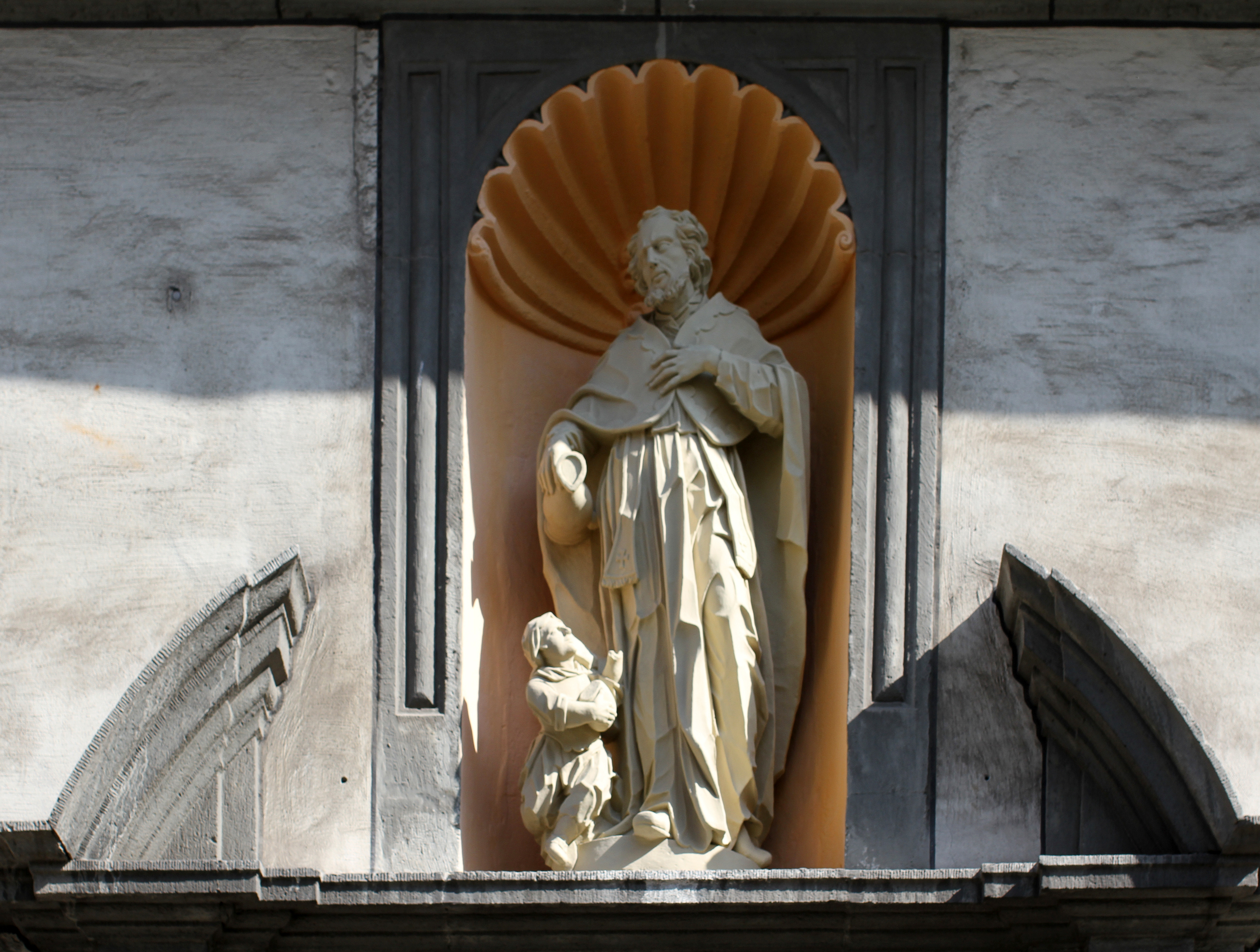
Darstellung des hl. Florin mit seinem Attribut, einem Weinkrug

Florinus von Remüs, von Matsch oder vom Vinschgau ist ein Heiliger der katholischen Kirche. Sein Gedenktag wird besonders im Bistum Chur, in der Diözese Bozen-Brixen, im Erzbistum Vaduz sowie an einigen Orten des Rheinlands am 17. November begangen.

## Leben
Über sein Leben ist wenig bekannt. Er soll im 7. Jahrhundert bei Matsch im Vinschgau geboren sein und in Ramosch im Unterengadin als Priester gewirkt haben. Seit dem 9. Jahrhundert ist die dortige nach ihm benannte Kirche nachweisbar. Die Quellen nennen ihn confessor (Bekenner), was ihn als einen vorbildlichen Glaubenszeugen, der nicht Märtyrer war, kennzeichnet. Erst um die erste Jahrtausendwende erfuhr seine Verehrung größere Verbreitung und Reliquien kamen an verschiedene Orte.

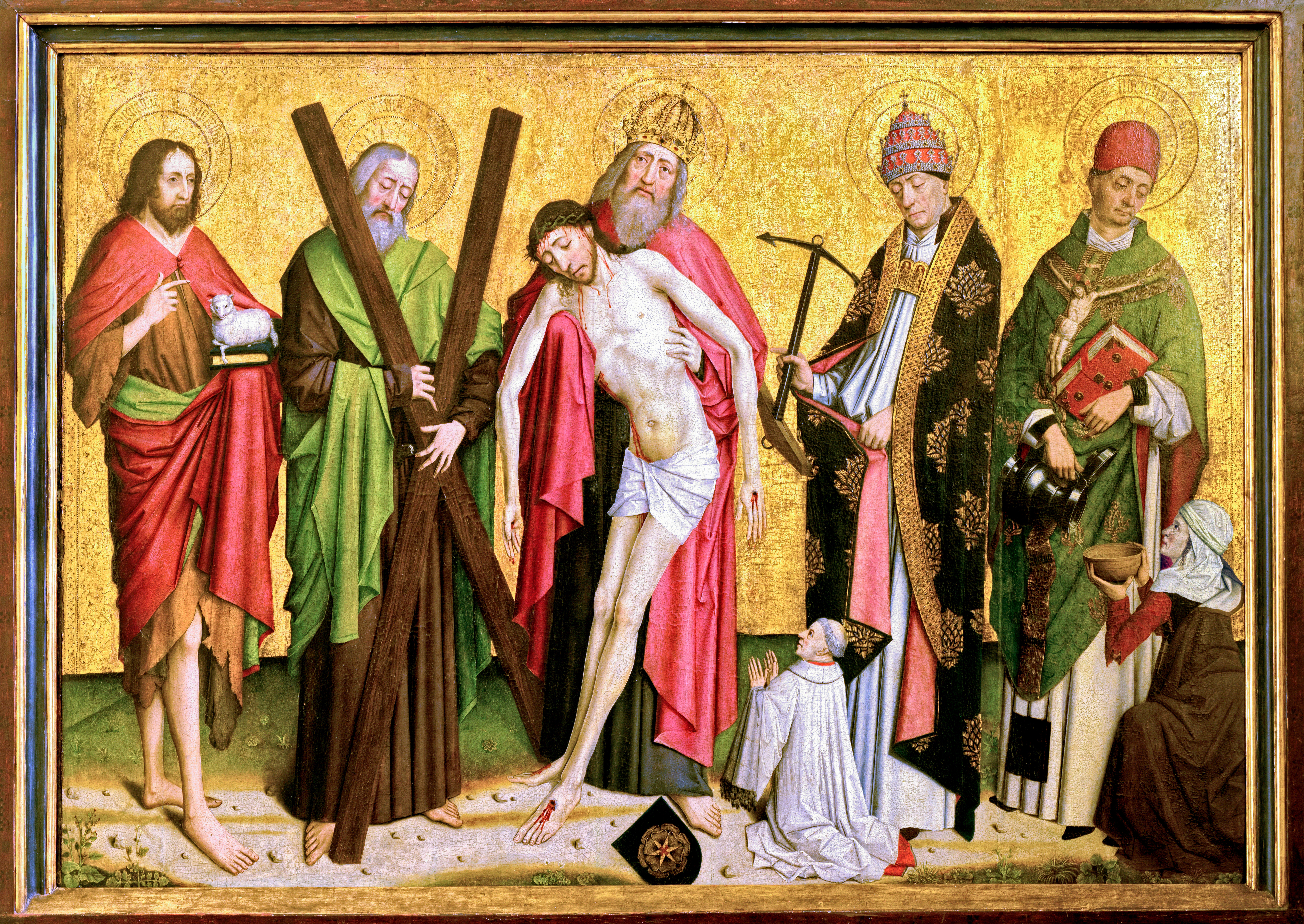
Pfarrkirche St. Martin in Linz am Rhein – Gnadenstuhl mit Hl. Florinus (rechts)

## Legenden
Die Florinusvita aus dem 12. Jahrhundert erzählt von Florin, er hätte einst den Wein, den er dem Priester Alexander, von dem er in Ramosch/Remüs ausgebildet wurde, für dessen Mahl bringen sollte, einer Frau geschenkt. Diese hatte ihn darum für die Stärkung ihres kranken Gatten gebeten. Nun blieb aber nichts mehr für den Vorgesetzten übrig; daher fasste Florin(us) am Brunnen Wasser. Einer der beiden Wächter des Kastells, auf dem die Leute der Gegend ihre Vorräte und auch den Wein vor Feinden verwahrten, erzählte dem Pfarrer Alexander von der Sache, und dieser setzte sich daher erbost zu Tische. Doch musste er beschämt feststellen, dass Florin nicht Wasser, sondern Wein brachte. Der Geistliche erkannte darin das Wirken Gottes an seinem Schüler und ließ ihn rasch zum Priester weihen. Florin wurde in Ramosch/Remüs sein Nachfolger als Gemeindepriester. Er wirkte weitere Wunder zu Lebzeiten und an seinem Grab ereigneten sich viele Heilungen.

## Verehrung
Hierzu gehört die Stiftskirche St. Florin in Koblenz und die Kathedrale St. Florin in Vaduz. Florin ist in seinem wahrscheinlichen Geburtsland Südtirol wenig bekannt; auch außerhalb tragen wenige Kirchen sein Patrozinium. Darstellungen von ihm sind selten. 
Er gilt als Schutzpatron des Unter-Engadins, des Vintschgaus und Mitpatron des Fürstentums Liechtenstein.